# 星耀樟宜
星耀樟宜（英語：Jewel Changi Airport）係位於新加坡樟宜机场中以自然為主題的娛樂、零售綜合設施，連結該機場的三個航廈（T1航站楼与该购物中心直接相邻，而T2、T3航站楼需要通过专用人行过道前往）。其核心為世界最高的室內瀑布「雨漩渦」（the Rain Vortex），其週邊為階梯式森林佈置。
星耀樟宜中設有花園、景點、旅館及約300家零售商店及餐廳，總樓地板面積為135,700 m2（1,461,000 sq ft），共計10層樓，包括5層地上及5層地下樓層。其中景點包括高達5層樓的室內花園资生堂森林谷、最頂層的星空花園。
星耀樟宜每日訪客約30萬人次，其於試營運後的第六個月即2019年10月達到5000萬人次造訪，超過最初預計的全年目標。星耀樟宜位於東新加坡樟宜，位於新加坡市中心東北方約20 km（12 mi）處。 星耀樟宜24小时开放。

## 共享資源
- 维基共享资源上的相關多媒體資源：星耀樟宜